# Opel Meriva A
Cet article concerne l’Opel Meriva produite de 2003 à 2010. Pour la deuxième génération, voir Opel Meriva B.
L'Opel Meriva est un petit monospace compact dont la première génération, dite Meriva A, est sortie en 2003. Il est basé sur l'Opel Corsa C.
La Meriva est vendue sous la marque Vauxhall en Grande-Bretagne, Opel en Europe (inclus l'Irlande). Il est aussi vendu au Brésil, en Argentine, au Mexique, en Uruguay et au Venezuela sous la marque Chevrolet. Ce modèle était fabriqué à São José dos Campos (Brésil) par General Motors, et à Figueruelas (Espagne) par Opel. La version remaniée de 2005 n'est vendue qu'au Mexique.
En 2010, elle est présentée dans sa nouvelle version, la Meriva B, ayant la particularité d'avoir des portes antagonistes.

## Caractéristiques techniques
À sa sortie, la gamme était composée de 3 modèles essence de 1,4 L à 1,8 L et de 2 modèles diesel 1,7 litre dont un à injection directe.
Par la suite, la gamme essence comprenait 4 versions :
- 1,4 litre Twinport 90 ch
- 1,6 litre Twinport 105 ch
- 1,8 litre 125 ch
- 1,6 litre Turbo 190 ch (OPC).

En diesel, elle se déclinait en trois versions :
- 1,3 litre CDTi 75 ch (origine Fiat)
- 1,7 litre DTI 75 ch (origine Isuzu)
- 1,7 litre CDTi 100 ch (origine Isuzu)
- 1,7 litre CDTi 125 ch (origine Isuzu également).

Il est restylé en février 2006 et gagne la version sportive OPC (Opel Performance Center).

## Moteurs
| Moteurs essence :    |        |     |                                                           |           |
| 1.0 Twinport         | 80 ch  | 8,1 | 80 ch en GPL, 80 en essence                               | 2004-2010 |
| 1.4 gpl cool line 2  | 87 ch  | 8,1 | 87 ch en GPL, 90 en essence                               | 2009-2010 |
| 1.4 Twinport ecoFlex | 90 ch  | 6,2 |                                                           | 2004-2010 |
| 1.6                  | 87 ch  | 7,8 | remplacé par le 1.4 Twinport                              | 2003−2004 |
| 1.6 Ecotec           | 100 ch | 7,5 | remplacé par le 1.6 Twinport                              | 2003−2005 |
| 1.6 Twinport Ecotec  | 105 ch | 6,7 |                                                           | 2005-2010 |
| 1.6 Turbo Ecotec     | 180 ch | 7,8 | seulement en version OPC (6 vitesses)                     | 2006-2010 |
| 1.8 Ecotec           | 125 ch | 7,3 |                                                           | 2003-2010 |
| Moteurs diesel :     |        |     |                                                           |           |
| 1.3 CDTI ecoFlex     | 75 ch  | 5,0 | avec filtre à particules                                  | 2005-2010 |
| 1.7 DTI Ecotec       | 75 ch  | 5,5 | remplacé par le 1.3 CDTi                                  | 2003−2005 |
| 1.7 CDTI Ecotec      | 100 ch | 5,2 | 5 vitesses sans filtre à particules                       | 2003-2010 |
| 1.7 CDTI Ecotec      | 100 ch | 5,4 | 6 vitesses et filtre à particules, seulement en Allemagne | 2004-2010 |
| 1.7 CDTI Ecotec      | 125 ch | 5,4 | 6 vitesses et filtre à particules                         | 2006-2010 |

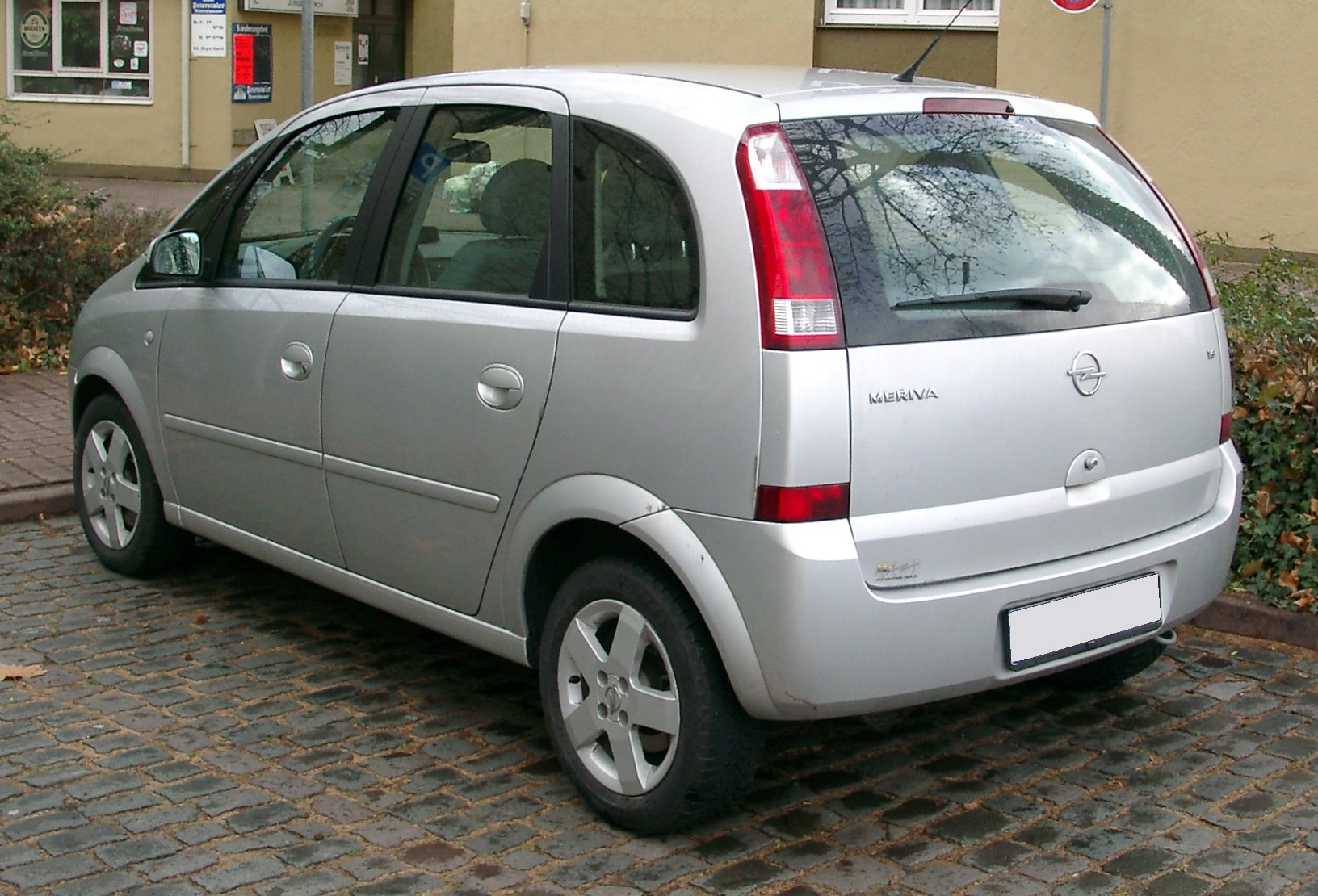
Avant restylage (Cosmo) (2003–2006)
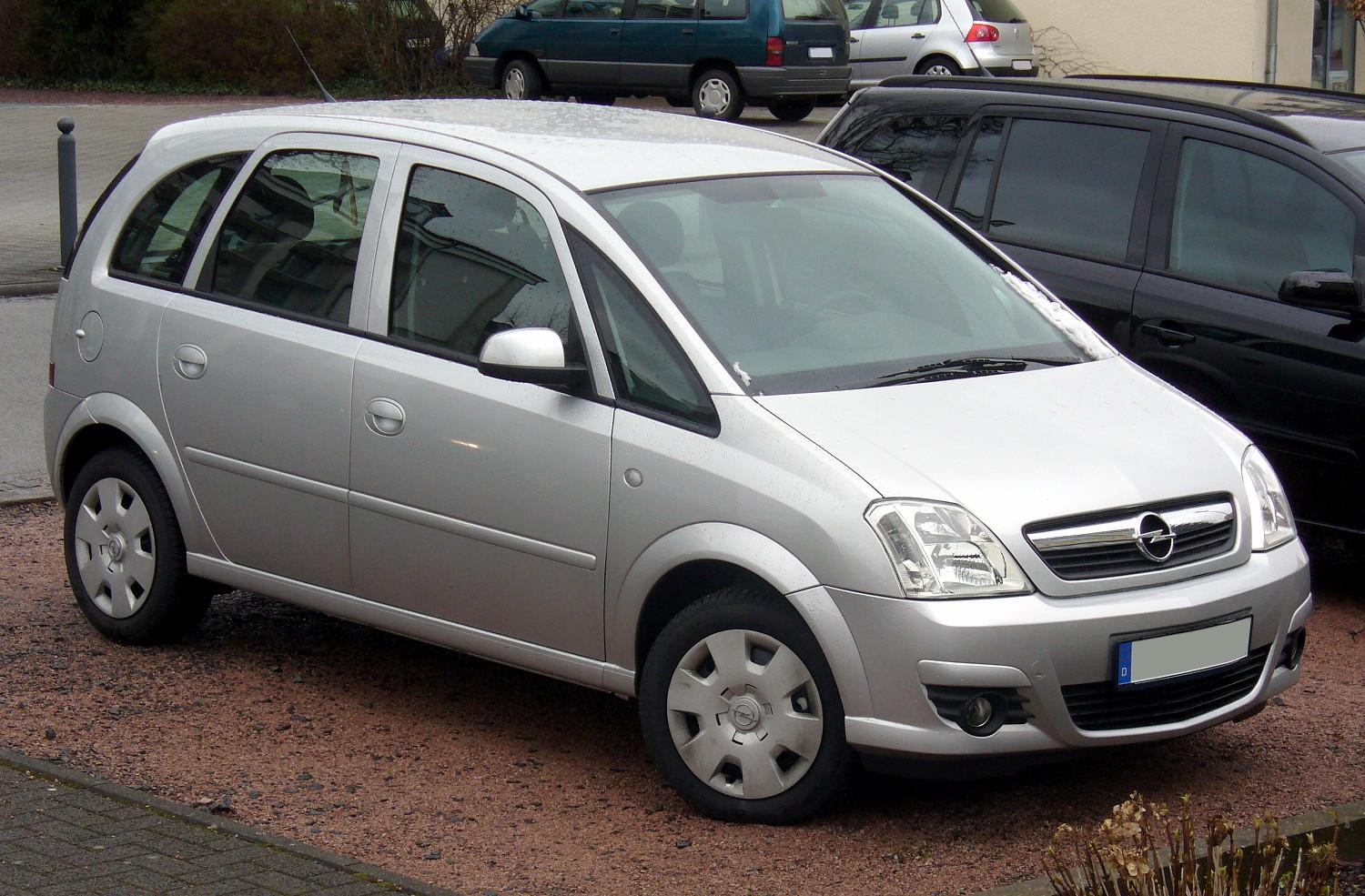
Modèle restylé (Enjoy) (2006-2010)
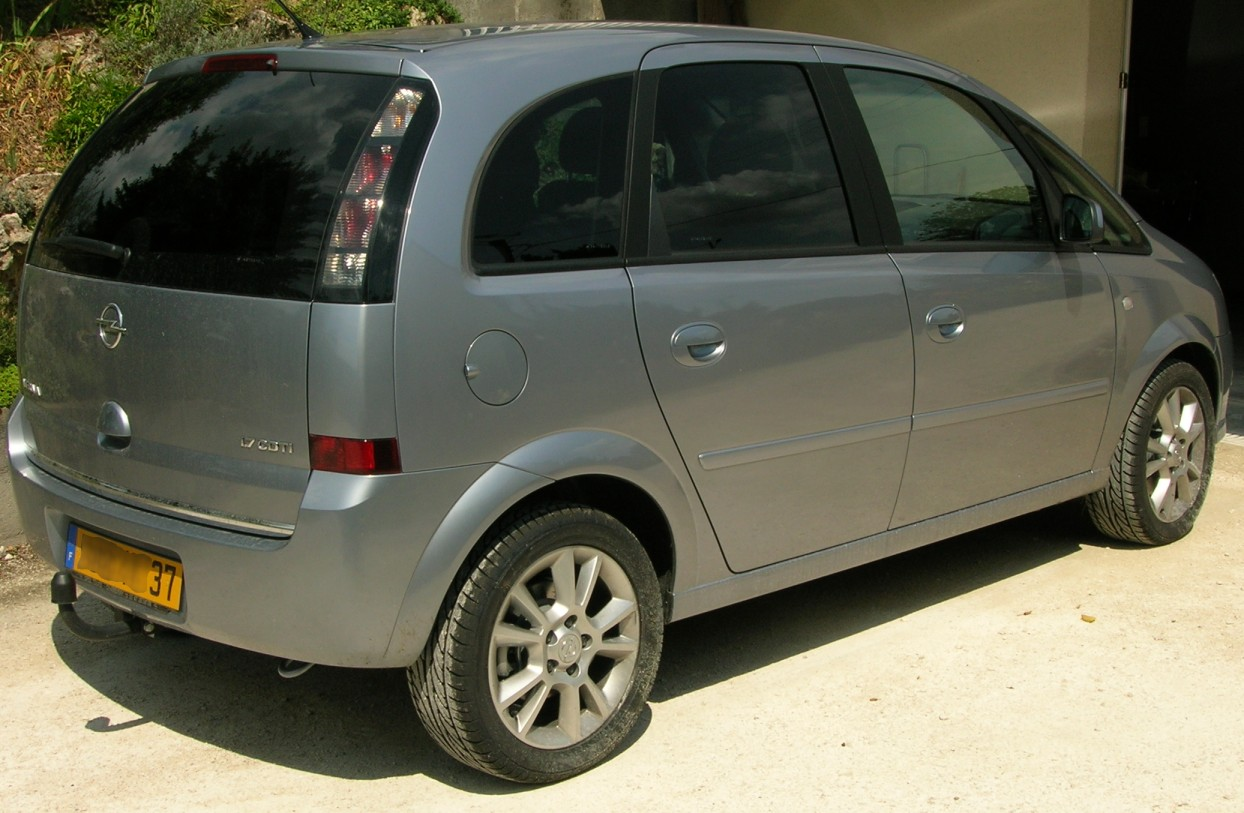
Modèle restylé (Cosmo) (2006-2010)

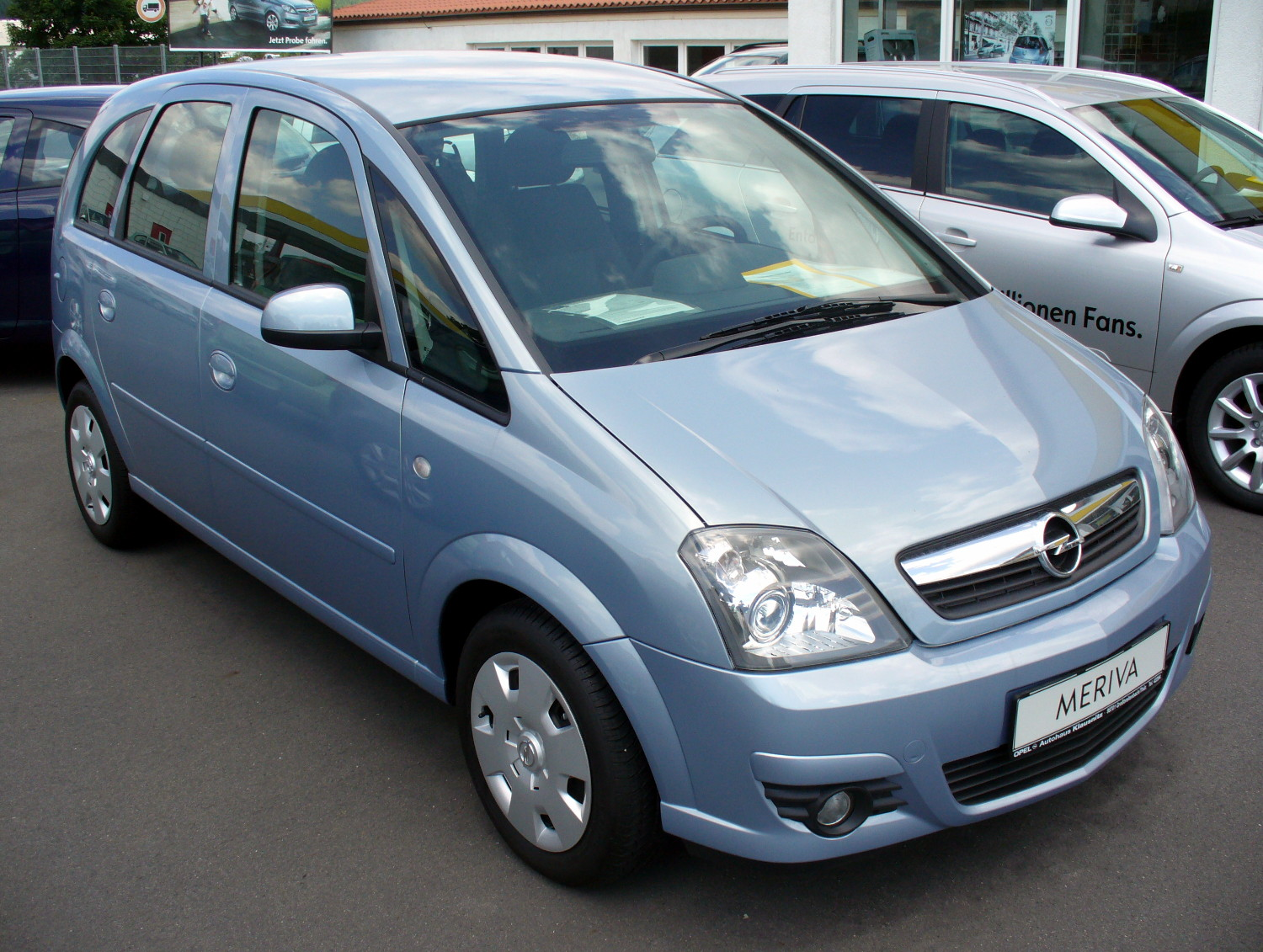
Modèle restylé (Enjoy) (2006-2010)
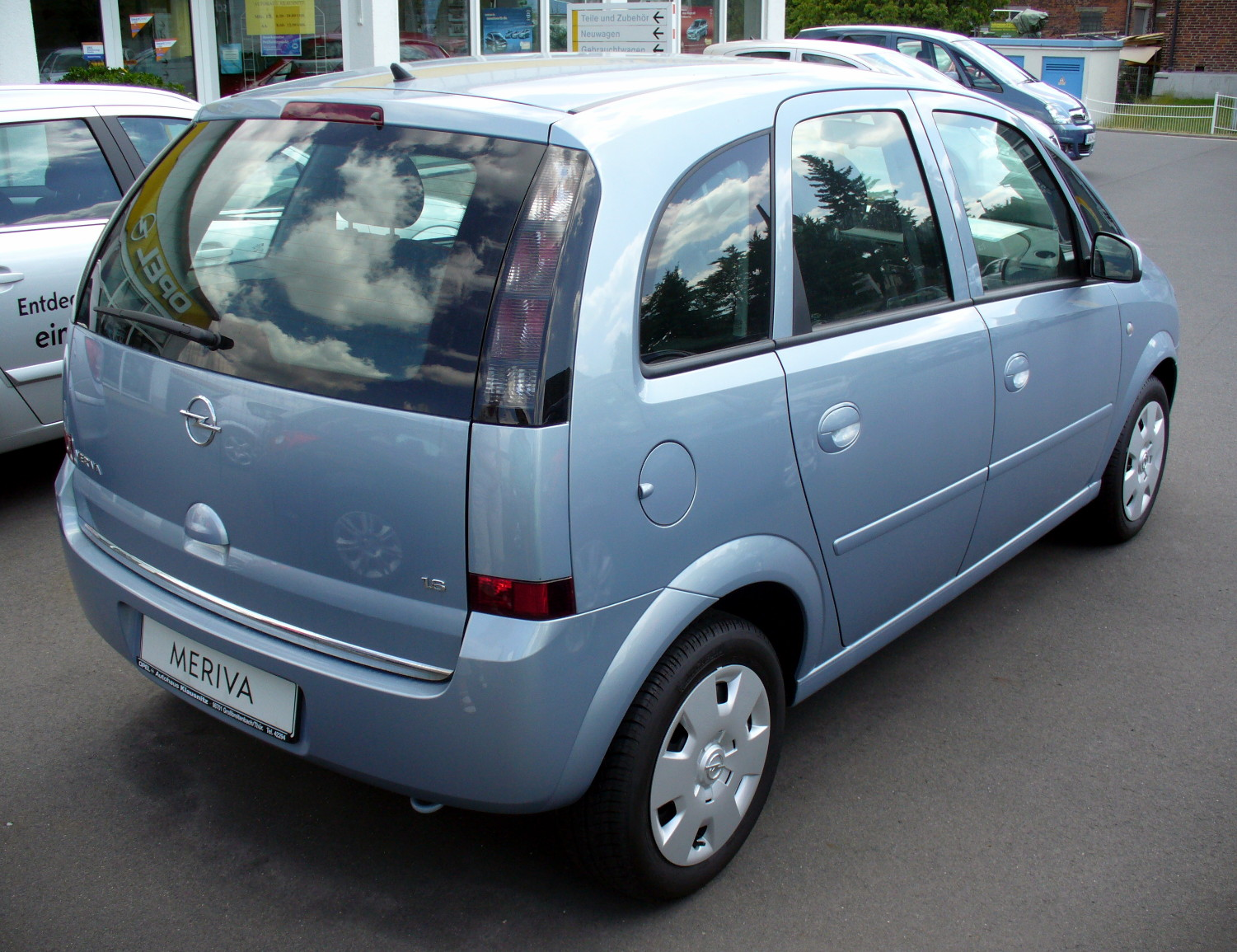
Modèle restylé (Enjoy) (2006-2010)
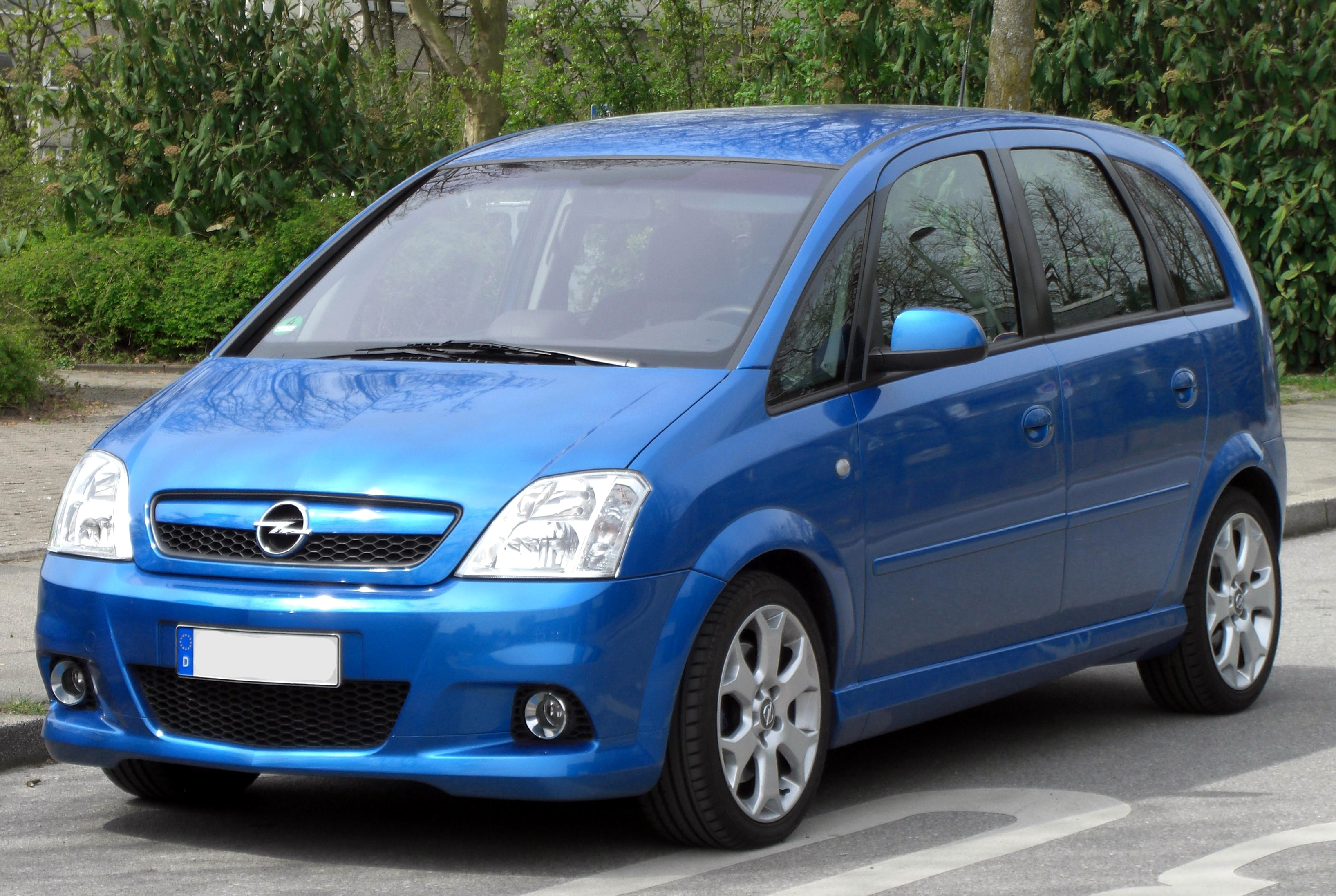
Modèle restylé (OPC) (2006-2010)